# Franco Rossellini
Franco Rossellini (* 7. November 1935 in Rom; † 3. Juni 1992 in New York City) war ein italienischer Filmproduzent.

## Leben
Rossellini, der Sohn des Komponisten Renzo, war zunächst (1960–1962) bei einigen Filmen seines Onkels Roberto Rossellini als Assistent tätig, bevor er auch mit Federico Fellini, Sergio Corbucci, Bruno Corbucci und Mauro Bolognini zusammenarbeitete. 1965 inszenierte er gemeinsam mit Luigi Bazzoni die Verfilmung eines Romanes von Giovanni Comisso, den realen Vorkommnissen basierenden Thriller La donna del lago. In den folgenden Jahren verlegte sich Rossellini auf die Produktion von Filmen und ermöglichte mit Manolo Bolognini u. a. einige Werke Pier Paolo Pasolinis. In den 1970er Jahren war er nur noch wenige Male in dieser Funktion tätig, bevor er nach New York City zog, wo er später an den Folgen von AIDS verstarb.
Zu Beginn seiner Karriere hatte Rossellini auch für die Bühne gearbeitet, so bei einer Inszenierung einer von seinem Vater geschriebenen Oper nach Arthur Millers Ein Blick von der Brücke 1961.

## Filmografie (Auswahl)
- 1965: La donna del lago (Regie und Drehbuch)
- 1968: Teorema – Geometrie der Liebe (Teorema)
- 1969: Medea
- 1971: Decameron (Il Decameron)
- 1971: Die Mauern von Sana’a (Le mura di Sana'a)
- 1973: Blu Gang
- 1974: Identikit
- 1979: Caligula (Caligola)
- 1980: Fellinis Stadt der Frauen (La città delle donne)